# Turniej Gwiazdkowy 2003
Turniej Gwiazdkowy 2003 – 11. edycja turnieju żużlowego rozgrywanego w Pile, który odbył się 6 grudnia 2003. Zwyciężył Rafał Dobrucki.

## Wyniki

### Turniej zasadniczy
- Piła, 6 grudnia 2003
- NCD: Rafał Dobrucki – 67,80 w finale A
- Sędzia: Jerzy Mądrzak, Jerzy Kaczmarek

| Msc. | Zawodnik                  | Klub         | Pkt |              |  |
| ---- | ------------------------- | ------------ | --- | ------------ |  |
| 1    | (14) Rafał Dobrucki       | Leszno       | 12  | (3,2,2,2,3)  |  |
| 2    | (15) Roman Poważny        | Rosja        | 11  | (2,1,3,3,2)  |  |
| 3    | (4) Robert Miśkowiak      | Piła         | 9   | (1,2,3,2,1)  |  |
| 4    | (16) Tomasz Gapiński      | Piła         | 9   | (1,3,2,3,d)  |  |
| 5    | (5) Sebastian Ułamek      | Częstochowa  | 11  | (3,3,2,d,3)  |  |
| 6    | (11) Krzysztof Pecyna     | Piła         | 10  | (3,3,1,1,2)  |  |
| 7    | (7) Jacek Rempała         | Leszno       | 7   | (2,1,2,1,1)  |  |
| 8    | (2) Andrzej Huszcza       | Zielona Góra | 9   | (3,3,3,0,wu) |  |
| 9    | (8) Piotr Paluch          | Gorzów Wlkp. | 6   | (1,2,d,3)    |  |
| 10   | (9) Krystian Klecha       | Piła         | 6   | (2,2,0,2)    |  |
| 11   | (10) Krzysztof Buczkowski | Grudziądz    | 4   | (0,0,3,1)    |  |
| 12   | (1) Michał Robacki        | Bydgoszcz    | 2   | (2,0,0,0)    |  |
| 13   | (6) Krzysztof Stojanowski | Ostrów Wlkp. | 5   | (0,1,1,3)    |  |
| 14   | (13) Robert Flis          | Gorzów Wlkp. | 4   | (d,1,1,2)    |  |
| 15   | (3) Grzegorz Rempała      | Tarnów       | 2   | (0,0,1,1)    |  |
| 16   | (12) Piotr Dym            | Rawicz       | 1   | (1,0,0,t)    |  |
|      | rez. Paweł Kowalewski     | Piła         |     | (ns)         |  |
|      | rez. Łukasz Nowak         | Piła         |     | (ns)         |  |

Bieg po biegu
1. [74,88] Huszcza, Robacki, Miśkowiak, G. Rempała
2. [72,05] Pecyna, Klecha, Dym, Buczkowski
3. [71,80] Ułamek, J. Rempała, Paluch, Stojanowski
4. [69,81] Dobrucki, Poważny, Gapiński, Flis
5. [70,90] Huszcza, Paluch, J. Rempała, Robacki
6. [69,75] Gapiński, Klecha, Poważny, Buczkowski
7. [69,30] Ułamek, Miśkowiak, Stojanowski, G. Rempała
8. [69,12] Pecyna, Dobrucki, Flis, Dym
9. [70,95] Huszcza, Ułamek, Stojanowski, Robacki
10. [70,60] Buczkowski, Dobrucki, Flis, Klecha
11. [69,30] Miśkowiak, J. Rempała, G. Rempała, Paluch
12. [68,32] Poważny, Gapiński, Pecyna, Dym

### Klasyfikacja w grupach po części zasadniczej
| Msc. | Zawodnik                  | Klub         | Pkt |         |  |
| ---- | ------------------------- | ------------ | --- | ------- |  |
| 1    | (2) Andrzej Huszcza       | Zielona Góra | 9   | (3,3,3) |  |
| 2    | (5) Sebastian Ułamek      | Częstochowa  | 8   | (2,3,3) |  |
| 3    | (4) Robert Miśkowiak      | Piła         | 6   | (1,2,3) |  |
| 4    | (7) Jacek Rempała         | Leszno       | 5   | (2,1,2) |  |
| 5    | (8) Piotr Paluch          | Gorzów Wlkp. | 3   | (1,2,d) |  |
| 6    | (1) Michał Robacki        | Bydgoszcz    | 2   | (2,0,0) |  |
| 7    | (6) Krzysztof Stojanowski | Ostrów Wlkp. | 2   | (0,1,1) |  |
| 8    | (3) Grzegorz Rempała      | Tarnów       | 1   | (0,0,1) |  |

| Msc. | Zawodnik                  | Klub         | Pkt |         |  |
| ---- | ------------------------- | ------------ | --- | ------- |  |
| 1    | (11) Krzysztof Pecyna     | Piła         | 7   | (3,3,1) |  |
| 2    | (14) Rafał Dobrucki       | Leszno       | 7   | (3,2,2) |  |
| 3    | (16) Tomasz Gapiński      | Piła         | 6   | (1,3,2) |  |
| 4    | (15) Roman Poważny        | Rosja        | 6   | (2,1,3) |  |
| 5    | (9) Krystian Klecha       | Piła         | 4   | (2,2,0) |  |
| 6    | (10) Krzysztof Buczkowski | Grudziądz    | 3   | (0,0,3) |  |
| 7    | (13) Robert Flis          | Gorzów Wlkp. | 2   | (d,1,1) |  |
| 8    | (12) Piotr Dym            | Rawicz       | 1   | (1,0,0) |  |

### Półfinały
1. [67,68] Poważny, Miśkowiak, Pecyna, Huszcza
2. [66,80] Gapiński, Dobrucki, J. Rempała, Ułamek

### O miejsca 9–16
1. [70,34] Stojanowski, Flis, G. Rempała, Dym
2. [69,45] Paluch, Klecha, Buczkowski, Robacki

### Finał B
1. [69,78] Ułamek, Pecyna, J. Rempała, Huszcza

### Finał A
1. [67,80] Dobrucki, Povazhny, Miśkowiak, Gapiński